# Riforma del pensiero in Cina
Con l'espressione riforma del pensiero si intende un sistema di coercizione usato nella Cina comunista per costringere i dissidenti politici ad abbracciare l'ideologia del partito e ad integrarsi negli ingranaggi dello stesso. Secondo Robert Jay Lifton, i cinesi usano per definire tale fenomeno l'espressione szu-hsiang kai-tsao, traducibile come "rimodellamento ideologico", "riforma ideologica" o, appunto, "riforma del pensiero".
Margaret Thaler Singer (vedi Cults in Our Midst) afferma che Edward Hunter, nel 1951, introdusse in Occidente l'espressione "Lavaggio del cervello" pubblicando il libro Brainwashing in Red China (Lavaggio del cervello nella Cina Rossa). Il processo usato veniva chiamato hse nao, che letteralmente significa "lavare il cervello" o "pulire la mente". Tale espressione è effettivamente usata, con accezione critica e molto negativa, dalle vittime delle persecuzioni in Cina, ma anche in contesti più generali, lontani dalla realtà cinese, a proposito delle sette religiose o del fanatismo.

## Base filosofica e ideologica
Secondo diversi filosofi cinesi, fra i quali Mencio e Confucio, l'uomo è buono per natura e diventa cattivo solo per egoismo o deviazione. La teoria marxista-leninista spiega inoltre che gli uomini sono il prodotto dell'ambiente, per cui ogni azione è una reazione ad uno stimolo ambientale. Da queste basi, i cinesi pensarono che l'uomo potesse essere "rieducato" e che il modo più efficace per modificare il comportamento, fosse quello di modificare l'ambiente più prossimo.
(Robert C. North, "Comunismo cinese" 1966)
Un'importante differenza ideologica fra il comunismo cinese e il comunismo russo risiede nel concetto maoista di contraddizione in seno al popolo. Secondo la dialettica marxista, le contraddizioni di classe da cui origina la Rivoluzione proletaria possono essere risolte solo con la rivoluzione, la violenza e la lotta armata. Mao Zedong definisce tali contraddizioni come contraddizioni antagoniste e afferma che dopo la rivoluzione, nella fase transitoria socialista (propedeutica all'avvento finale della società comunista), permangono contraddizioni di minore entità dette contraddizioni non antagoniste o contraddizioni in seno al popolo. Tali contraddizioni sarebbero in grado di restaurare il capitalismo. I comunisti russi non solo negano che nella società transitoria socialista esistano contraddizioni di classe ma, con Kruscev, si fanno latori della coesistenza pacifica, facciata ideologica della destalinizzazione e del riavvicinamento all'Occidente. Secondo Mao Zedong, le contraddizioni in seno al popolo possono essere risolte attraverso il dialogo e la lotta di classe, che in Cina assume un significato particolare:
(Gordon A. Bennett & Ronald N. Montaperto, "Red Guard - The political biography of Dai Hsiao-ai" 1972)

## La "rieducazione"
La pratica della rieducazione e del controllo sistematico del comportamento segnano tutta la storia della Cina comunista, che in modi diversi e più o meno violenti la applicò nelle riunioni di lotta nei villaggi, nelle fabbriche e nelle scuole.
Robert J. Lifton, professore di psichiatria alla Yale University, considera la riforma del pensiero "una speciale forma di psicoterapia di gruppo" e spiega che non è considerata un metodo violento dai cinesi.
(Robert J. Lifton, "Brainwashing in perspective, in New Republic" 13 maggio 1957)
Aspetti significativi sono la rottura dei vincoli col passato (così importanti nella cultura tradizionale cinese), in particolare la denuncia del proprio padre, e l'eccitazione di sensi di colpa e di vergogna in rapporto alla comunità. I soggetti recalcitranti sono sottoposti a maggiori pressioni, aventi anche lo scopo di far perdere la faccia, espressione molto comune in Cina, che indica il riconoscimento sociale, il prestigio e la stima dell'individuo laddove i rapporti interpersonali sono, diversamente che nella cultura occidentale, sempre basati sul compromesso e sul messaggio indiretto. Oltre che nel criticare i comportamenti e i pensieri dissidenti, il gruppo esercita forti pressioni nel rieducare il soggetto, in particolare nell'indottrinamento politico e filosofico volto ad imporre l'ideologia marxista come unico punto di riferimento.
(Robert J. Lifton, "Brainwashing in perspective, in New Republic" 13 maggio 1957)

## La base di Yenan
Il primo febbraio 1942, nella famosa base rossa di Yenan, fu ufficialmente inaugurato il "zheng-feng", traducibile come "movimento per il raddrizzamento delle tendenze" o "campagna di rettificazione", che durò per due anni.
Furono organizzati gruppi di studio, abilmente pilotati da energici attivisti, che avevano il compito di istruire e criticare il pensiero dei soggetti da rieducare. La pressione era continua e le informazioni provenienti dall'esterno completamente controllate e filtrate. Gli individui erano costretti all'autocritica e alla stesura di confessioni, che venivano poi discusse e criticate dal gruppo. Spesso il procedimento si ripeteva più volte, finché la confessione e il pensiero del soggetto da rieducare non fossero consoni all'ideologia del partito.
Nel giugno 1944 fu concesso l'ingresso a Yenan ai giornalisti, che trovarono una strana atmosfera di tesa concentrazione, volti serissimi e gravi ed una misteriosa uniformità: «Se poni la stessa domanda a trenta persone, siano esse intellettuali o operai, le loro risposte sono pressoché identiche [...] Sembra anche che sull'amore esprimano un punto di vista deciso nelle riunioni. [...] esse negano all'unanimità che il partito eserciti un controllo diretto sui loro pensieri.»
Il metodo elaborato a Yenan è suddivisibile in fasi precise:
- la persona da rieducare deve descrivere sé stessa e la propria vita, permettendo così al gruppo di criticarla;
- l'individuo viene isolato all'interno del gruppo, per scuoterne la fiducia in sé stesso attraverso rimproveri e critiche;
- di fronte ad un vasto pubblico, che rappresenta la comunità, la persona viene accusata e umiliata, con un atteggiamento tipicamente cinese di derisione. Il cinese, soprattutto nelle campagne, dipende psicologicamente dalla stima del gruppo e vive l'umiliazione pubblica in modo particolarmente spiacevole;
- l'individuo, non potendo sfuggire alla denigrazione del proprio io, è spinto a scrivere una confessione e ad esprimere il desiderio di cambiare. Alle pressioni psicologiche sono talvolta associate pressioni fisiche, come il mantenimento prolungato di posizioni scomode o dolorose, sotto la minaccia di gravi punizioni (le mani legate con manette di carta che non devono essere rotte, bicchieri pieni d'acqua tenuti in bilico senza versare una goccia);
- finalmente, quando la confessione viene accettata, il gruppo saluta la "rinascita" dell'individuo che, con grande senso di euforia, è pronto ad accettare il fatto di essere guidato dal partito.

Il sinologo John King Fairbank (Storia della Cina contemporanea, 1988) sembra tracciare un confine fra il concetto esotico di "lavaggio del cervello" e quello più razionale di "stato di polizia", sottolineando che gli effetti ultimi contano più del metodo: «Se questa esperienza psicologica cambiasse realmente la personalità di chi vi era sottoposto non si può dire con certezza; molto più sicuro è il fatto che si trattava di un'esperienza spiacevolissima da evitare nel futuro.»

## Guerra di Corea
Durante la Guerra di Corea cominciò il mito del lavaggio del cervello, in seguito a sorprendenti dichiarazioni filocomuniste da parte di militari americani che erano stati catturati; e il libro di Hunter (Lavaggio del cervello nella Cina rossa) divenne un bestseller. Secondo Massimo Introvigne (Il lavaggio del cervello: realtà o mito?), Hunter era in realtà un agente della CIA che contribuì ad esasperare i toni della propaganda anticomunista, nel clima della Guerra Fredda e del Maccartismo.
Come conferma Guy Wint (La Cina e noi), se il metodo sembrava abbastanza efficace soprattutto sui soggetti più deboli, facendo leva almeno in parte su dubbi e debolezze personali, perdeva però di efficacia quando la vittima veniva trasferita in un ambiente diverso. La stessa CIA si adoperò nella sperimentazione, molto probabilmente illegale, dimostrando la scarsa efficacia a lungo termine del "lavaggio del cervello" di cui agitava lo spettro. Si tenga tuttavia in debita considerazione la drammaticità di un condizionamento del comportamento, anche se temporaneo, nell'ambito di un teatro di guerra e dell'addestramento militare.

## Missionari occidentali
Tra la fine della Seconda Guerra Mondiale e la prima metà degli anni '50, la maggior parte dei missionari occidentali fu costretta ad abbandonare la Cina, in seguito alla salita al potere delle armate comuniste. Alcuni di questi scrissero testimonianze dei tentativi, talvolta estremi, di vero e proprio "lavaggio del cervello". Fortunato Tiberi (Come divenni comunista, 1953) descrive la sua esperienza come divisa in 5 periodi "insieme distinti e concatenari dal filo di una logica tremenda": nei primi due è completamente isolato, tenuto a dieta di logoramento, seduto immobile o con le mani in catene, costretto a pensare ai propri "delitti".
Si aggiungono torture psicofisiche (percosse, accoccolamenti che slogano le ossa, privazione del sonno), interrogatori frequenti e prolungati, che causano delirio e allucinazioni. La vittima "confessa" i propri crimini. Nel terzo periodo può tornare a mangiare e dormire normalmente, ma deve studiare il marxismo in modo continuo, esasperante e monotono, conversando con squadre di istruttori che si danno il turno. Nel quarto periodo è costretto a scrivere un diario dei crimini confessati, rivisitati in chiave marxista. L'ultimo periodo consiste in un ritorno dei maltrattamenti e nella proposta di liberazione subordinata alla piena e "volontaria" collaborazione della vittima.

## Controllo del popolo
A prescindere dai tentativi più o meno riusciti di vero o presunto "Lavaggio del cervello", i cinesi costruirono un sistema di controllo della popolazione sulla base di organizzazioni sociali e poliziesche preesistenti come lichia e paochia (dieci famiglie erano raggruppate in un p'ai, dieci p'ai formavano un chia e dieci chia costituivano un pao). I capi villaggio e l'intera gerarchia confuciana furono sostituiti dai quadri di partito e dalla "nomenklatura" cinese, e l'imponente macchina della propaganda si insinuò nella vita dei cittadini. Gli studenti e gli analfabeti impararono a scrivere attraverso le opere di Mao, che superò sia Hitler che Stalin nel culto della personalità, soprattutto fra i giovani.
Gli adulti, specie le persone meno ignoranti, sembravano condurre due vite distinte: una pubblica, in cui manifestavano solidarietà al regime e conformismo ideologico, evitando problemi e punizioni, ed una privata in cui conservavano la propria consapevolezza. Se tale atteggiamento, caratteristico di molte dittature, è particolarmente evidente in Cina, lo si deve ancora una volta alla sua cultura tradizionale, ovvero alla "faccia" che la persona espone pubblicamente.

## Laogai
Metodi particolarmente violenti furono usati nelle prigioni e nei campi di concentramento, fino al punto che i campi di oggi e di ieri sono chiamati Laogai (da laodong gaizao: "riforma attraverso il lavoro"), termine diffuso da Harry Wu, attivista per i diritti umani in Cina e fondatore della Laogai Research Foundation.
Zhang Xianliang (Zuppa d'erba, 1996), imprigionato per 22 anni con la colpa di essere un poeta, racconta di un uomo che modificò ironicamente uno slogan di propaganda: «Il segretario generale del Partito presso l'università era fuori di sé. "Non si tratta di un uso improprio delle parole, è chiaramente la manifestazione di un problema ideologico radicato!". L'uomo fu accusato di un crimine controrivoluzionario, si ritrovò in testa il cappello di "imperialista americanizzato" e fu spedito in un campo di rieducazione attraverso il lavoro.»
La "riforma del pensiero" non si arrestava nemmeno di fronte alla morte:
(Zhang Xianliang, "Zuppa d'erba" 1996)

## Propaganda e indottrinamento dei giovani
Fu la cosiddetta "terza generazione", quella delle Guardie Rosse, a dimostrare durante la Rivoluzione Culturale tutta l'efficacia dell'incessante e fanatico indottrinamento.
La rivista di partito "La Cina", tradotta e distribuita in 20 paesi, si esprimeva senza mezzi termini: «Per dare ai bambini un'educazione sulla lotta di classe e coltivare in loro la morale comunista non solo durante le ore di scuola ma anche al di fuori, sono state organizzate numerose attività educative [...] Queste istituzioni extra-scolastiche si servono di ogni specie di metodi vivi per educare i bambini nella lotta di classe e stimolare in loro le virtù comuniste. Vecchi combattenti rivoluzionari, operai anziani, lavoratori scelti, eroi dell'Esercito popolare di Liberazione raccontano loro la storia delle lotte rivoluzionarie, insegnano le tradizioni rivoluzionarie e dopo aver descritto lo sfruttamento e l'oppressione sofferti prima della Liberazione, raccomandano ai bambini di non dimenticare mai l'attuale lotta di classe dentro e fuori dal Paese.» (La Cina, n. 3, marzo 1965)
A scuola, i bambini anche giovanissimi praticavano l'educazione fisica brandendo lance o fucili. Il corrispondente austriaco Louis Barcata, del quotidiano Die Presse, mostra alcune fotografie nel suo libro In the throes of the Cultural Revolution: in una di queste gli adolescenti colpiscono un nemico immaginario gridando "Uccidi". La Cina fu tappezzata di manifesti anti-occidentali inneggianti alla rivoluzione mondiale, in cui la violenza o le armi erano sempre visibili.
I ragazzi potevano sviluppare la propria Weltanschauung solo entro i limiti ristretti della schematizzazione marxista, essendo bombardati dalla propaganda ed essendo proibiti tutti i libri stranieri. Secondo la Guardia Rossa Dai Hsiao-ai (Red Guard, 1972), gli studenti ricevevano per «3 ore al giorno una qualche forma di indottrinamento politico». Si noti come quello stesso numero della rivista descrive la rivolta dei Tibetani, repressa nel sangue dall'esercito cinese: «Nel 1959, la cricca del Dalai Lama, in collusione con l'imperialismo e i reazionari indiani, tradì la patria e scatenò una ribellione armata controrivoluzionaria, che fu però rapidamente schiacciata dal nostro eroico Esercito popolare di Liberazione e dalle grandi masse popolari della nazionalità tibetana.» (La Cina, n. 3, marzo 1965)
Altri fattori, anche banali, vanno però considerati: lo scarso movimento della popolazione (per la povertà, la carenza di trasporti, la stessa repressione del regime), la mancanza della televisione, il fatto che Mao Zedong non parlò mai alla radio. Gli studenti conobbero Mao e il partito solo attraverso la lente deformante della propaganda e non poterono avere contatti con l'esterno. Nel 1966, Mao Zedong fu in grado di mobilitare rapidamente oltre 30 milioni di studenti in tutto il paese, 11 milioni dei quali si recarono a Pechino in 8 giganteschi raduni, brandendo il famoso Libretto rosso.
Non c'è dubbio che vi sia una stretta correlazione tra l'indottrinamento politico, la Riforma del Pensiero e gli orrori della Rivoluzione Culturale. Se si sia trattato di semplici eccessi (come alcuni autori, per compiacenza politica o faziosità ideologica, hanno sostenuto) o di conseguenza diretta dell'ideologia comunista (interpretazione, nel migliore dei casi, altrettanto superficiale) non è materia di discussione in questa sede. Di certo il dibattito intorno alle ideologie e ai totalitarismi del 900 non può ignorare quanto le stesse Guardie Rosse ci dicono in proposito.
William Hinton (La guerra dei cento giorni - Rivoluzione culturale e studenti in Cina, 1975) ha intervistato gli studenti del politecnico Tsingua di Pechino, che si affrontarono con coltelli e lance, fucili, bombe a mano, mine, bottiglie di gas e acidi e perfino mitragliatori e armi da guerra. La vicenda si concluse con l'assedio alla facoltà di scienze, dove si rifugiarono 90 ragazzi. La fazione antagonista tentò in tutti i modi di compiere un massacro: piazzò dei cecchini, bloccò le uscite con dei mitragliatori e diede fuoco all'edificio; alcuni studenti armati di bombe a mano si travestirono da pompieri per ingannare i "nemici" e riuscire ad entrare. Dopo il ritorno alla normalità, gli studenti discussero gli avvenimenti per mesi in dibattiti politici collettivi.
Illuminante è la loro spiegazione di cosa è "giusto" e cosa non lo è, del perché fosse "scorretto" far bruciare vivi i propri compagni di corso e dei limiti entro i quali tali concetti si manifestano: «Studiavamo le opere sulla guerriglia e studiavamo gli scritti di Mao sulla tattica, la politica nei confronti dei prigionieri e qualsiasi altro aspetto della guerra. Nella Rivoluzione Culturale, Mao aveva più volte chiarito che era scorretto ricorrere alla violenza. Ma noi sostenevamo che questa proibizione si riferiva solo ai contrasti in seno al popolo. Contro il nemico di classe si poteva fare qualsiasi cosa, e noi stavamo combattendo nemici di classe! [...] All'esterno, dove esistevano soprattutto contraddizioni in seno al popolo, i combattimenti violenti erano sbagliati, ma qui, dove ci trovavamo faccia a faccia con il nemico, i combattimenti violenti erano giusti.»